# Ray-Ban
Ray-Ban är ett varumärke för glasögon som startades 1937 på uppdrag av flygvapnet i USA.
Bausch & Lomb kontaktades 1929 av en löjtnant John MacCreaday som under en flygning reagerat på det solljus som han utsatts för och ville att Bausch & Lomb skulle ta fram en glasögonmodell som skyddade mot solljuset. Arbetet ledde fram till  de så kallade Anti-Glare-linserna som filtrerade ljus i vissa våglängder. 1936 sattes dessa linser i ett par plastbågar och Ray-Ban lanserades som ett varumärke under Bausch & Lomb.
Bausch & Lomb sålde Ray-Ban till det italienska företaget Luxottica 1999.

## Modeller (i urval)
- Ray-Ban Aviator
- Ray-Ban Wayfarer
- Ray-Ban Clubmaster